# Start Me Up
〈Start Me Up〉은 1981년 음반 《Tattoo You》에 수록된 롤링 스톤스의 곡이다. 이 음반의 리드 싱글로 발매된 이 음반은 호주 켄트 뮤직 리포트 1위, 빌보드 핫 100에서 2위, 영국 싱글 차트 7위에 올랐다.

## 상업 용도
마이크로소프트는 이 노래를 윈도우 95 마케팅 캠페인에 사용하기 위해 약 3백만 달러를 지불했다. 롤링 스톤스가 광고 캠페인에 자신들의 노래를 사용하게 한 것은 이번이 처음이었다. 2012년, 이 곡의 리믹스 버전이 2012년 하계 올림픽의 공식 시간 관리자로서의 역할을 위해 오메가 광고 캠페인의 사운드트랙으로 사용되었다.

## 인증
| 국가                               | 인증 | 판매량/출하량 |
| ---------------------------------- | ---- | ------------- |
| 이탈리아 (FIMI)                    | 골드 | 25,000        |
| 영국 (BPI)                         | 골드 | 400,000       |
| 판매량+스트리밍을 기반으로 한 인증 |      |               |